# Ptychomitrium viride
Ptychomitrium viride är en bladmossart som beskrevs av Kyuichi Sakurai 1940. Ptychomitrium viride ingår i släktet atlantmossor, och familjen Ptychomitriaceae. Inga underarter finns listade i Catalogue of Life.